# Montsianell
El Montsianell es una montaña perteneciente a la Sierra del Montsiá, de la que es su prolongación más septentrional.
Se encuentra situada en el municipio tarraconense de Amposta y su altitud, según el Instituto Geográfico de Cataluña y el Instituto Geográfico Nacional, es de 292 m. sobre el nivel del mar.
El Montsianell forma parte de la Lista de las 100 cimas de la FEEC.

## Entorno y acceso
El Montsianell es el pico más cercano al núcleo urbano de Amposta. En su cima, fácilmente apreciable desde todo el término municipal, se yergue una enorme figura del Sagrado Corazón de Jesúsinstalada en 1995. Cerca de esta también encont el vértice geodésico número 52221, denominado "Montsianell".
La Ermina de la Virgen del Montsiá, desde la que es común realizar el acceso a la cumbre, está situada en una de sus faldas.